# Dido erguendo Cartago (Turner)
Dido erguendo Cartago, ou O Nascimento do Império Cartaginês (Dido building Carthage, ou The Rise of the Carthaginian Empire), é uma pintura a óleo sobre tela de 1815 do mestre inglês J. M. William Turner.
Esta pintura é uma das obras mais importantes de Turner que foi muito influenciado pelas paisagens clássicas luminosas de Claude Lorrain. Turner classificava-a como a sua obra-prima.
Foi apresentada ao público pela primeira vez na exposição de verão da Royal Academy de 1815, tendo Turner mantido esta pintura na sua posse até que foi integrada no espólio nacional inglês através do Legado de Turner (Turner Bequest). Tem feito parte do acervo da National Gallery (Londres) desde 1856.

## Descrição
O tema é uma cena clássica retirada da Eneida de Virgílio. A figura em azul e branco na esquerda é Dido dirigindo os construtores da nova cidade de Cartago. A figura em frente a ela, de costas para o observador, usando armadura e olhando para o longe, pode ser o seu amado, o troiano Eneias.
Algumas crianças brincam com um barco na água, simbolizando o crescente mas frágil poder naval de Cartago, enquanto que o túmulo do seu falecido marido, Siqueu, no lado direito da pintura, na outra margem do estuário, prenuncia a eventual destruição de Cartago. A metade superior da pintura é dominada por um intenso nascer do sol, simbolizando o nascimento de um novo império.
A pintura mede 155,5 cm por 230 cm.

## História

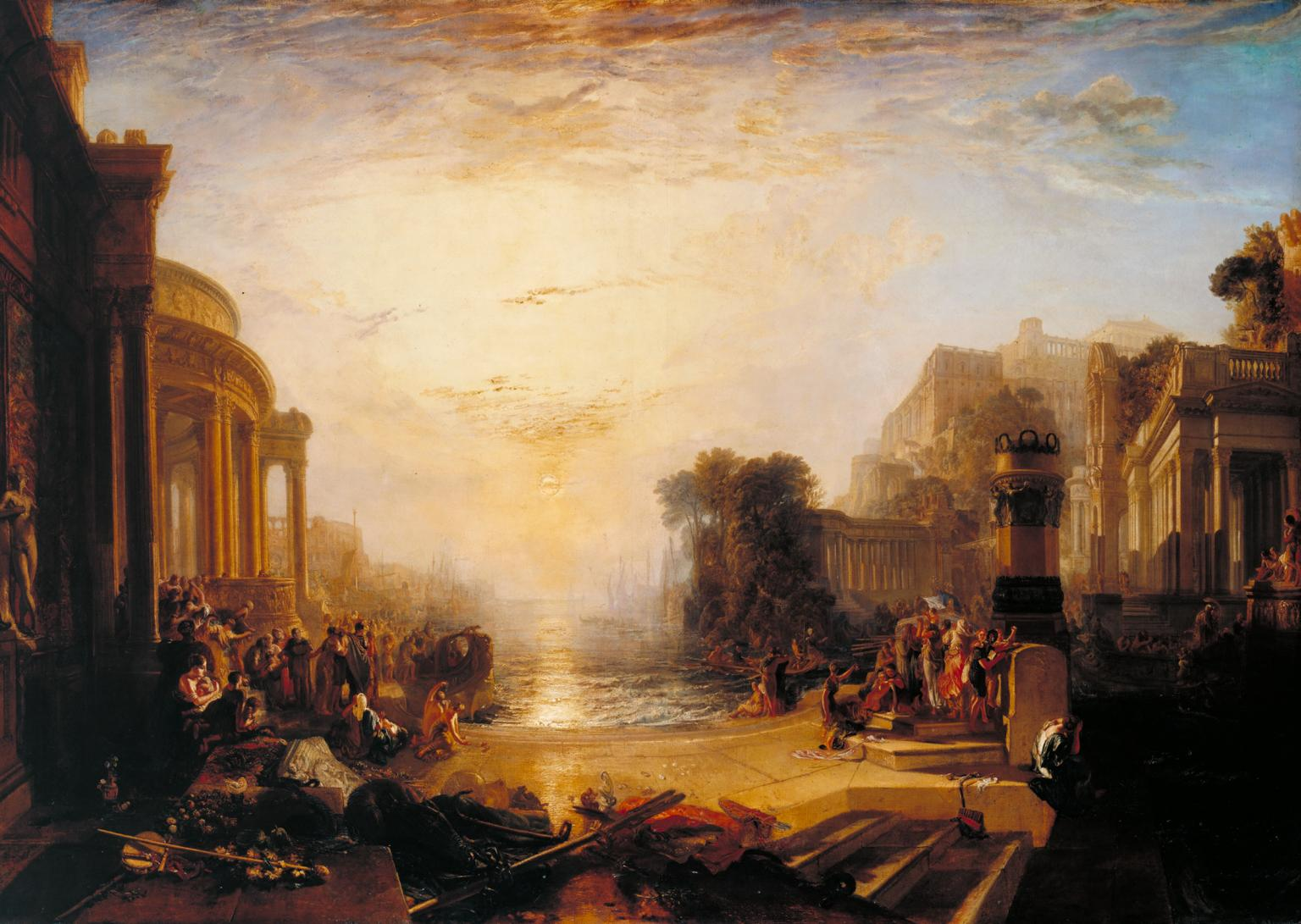
Turner's The Decline of the Carthaginian Empire, 1817

A erupção do  Monte Tambora em Abril de 1815 deu origem a auroras e ocasos magníficos que podem ter inspirado Turner nas pinturas deste período. A pintura foi em geral objecto de apreciação positiva quando foi apresentada ao público pela primeira vez na exposição de verão da Royal Academy em 1815 juntamente com Crossing the Brook, neste caso uma paisagem campestre do Rio Tamar, na região de Devon, e que também se inspirava em Lorrain.
Contudo, esta pintura de Turner foi criticada por Sir George Beaumont, patrono das artes e co-fundador da National Gallery, que considerou que foi "pintada com um gosto falso, não verdadeiro no seu cerne" e que não atingia a altura das obras de Lorrain. Turner expôs uma obra parceira desta no tema, The Decline of the Carthaginian Empire (O Declínio do Império Cartaginês), na exposição do verão de 1817.

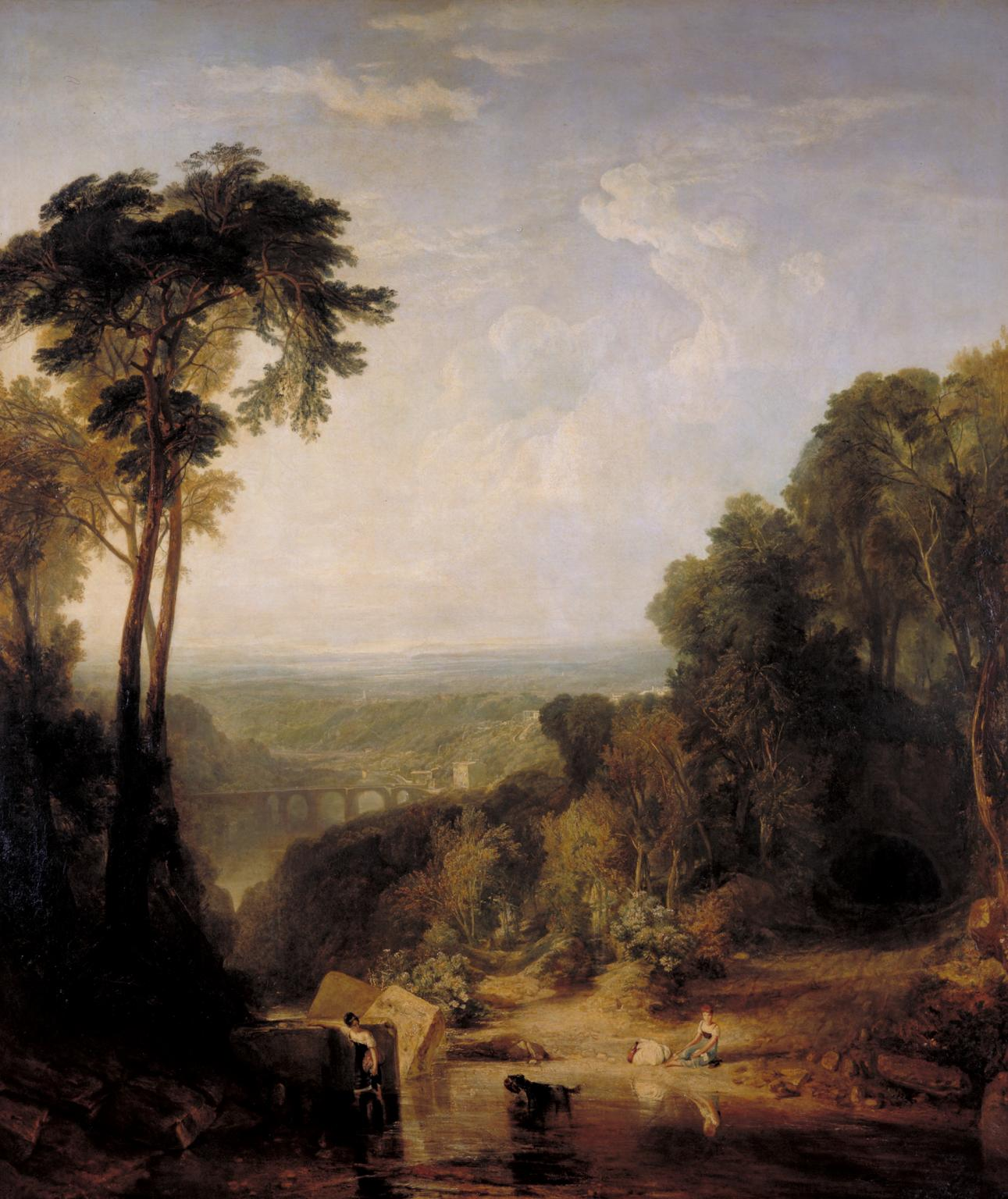
Crossing the Brook (1815), de William Turner.

Na primeira versão do seu testamento em 1829, Turner estipulou que a tela de Dido building Carthage lhe serviria de mortalha, mas mudou depois de ideias e decidiu doar a pintura bem como The Decline of the Carthaginian Empire à National Gallery, na condição de estas duas pinturas ficarem sempre expostas ao lado da obra de Lorrain Seaport with the Embarkation of the Queen of Sheba, um quadro que Turner viu pela primeira vez quando este fazia parte da Coleção Angerstein que mais tarde constituiria o núcleo da National Gallery de Londres. No seu testamento revisto de 1831, Turner alterou o Legado, de modo que Dido building Carthage deveria ser acompanhado por Sun rising through Vapour, e que estas duas obras deveriam ser expostas juntamente com as obras de Lorrain Seaport with the Embarkation of the Queen of Sheba e Landscape with the Marriage of Isaac and Rebecca.
Um aditamento em 1848 doou o remanescente das suas obras à nova National Gallery em Trafalgar Square, de modo a que pudessem ser exibidos em conjunto. O Legado de Turner foi contestado por parentes, mas a contenda ficou resolvida em 1856 quando as obras foram adquiridas pela National Gallery. A maioria dos trabalhos de Turner acabou por ser transferida para a Tate Gallery no início do século XX, mas Dido construindo Cartago e Sun rising through Vapour (Sol nascente através do Vapor) permaneceram na National Gallery, onde estão junto às obras de Lorrain; algumas obras seleccionadas de Turner, incluindo Rain, Steam and Speed – The Great Western Railway e The Fighting Temeraire permanecem na National Gallery como exemplos da pintura inglesa.

## Galeria

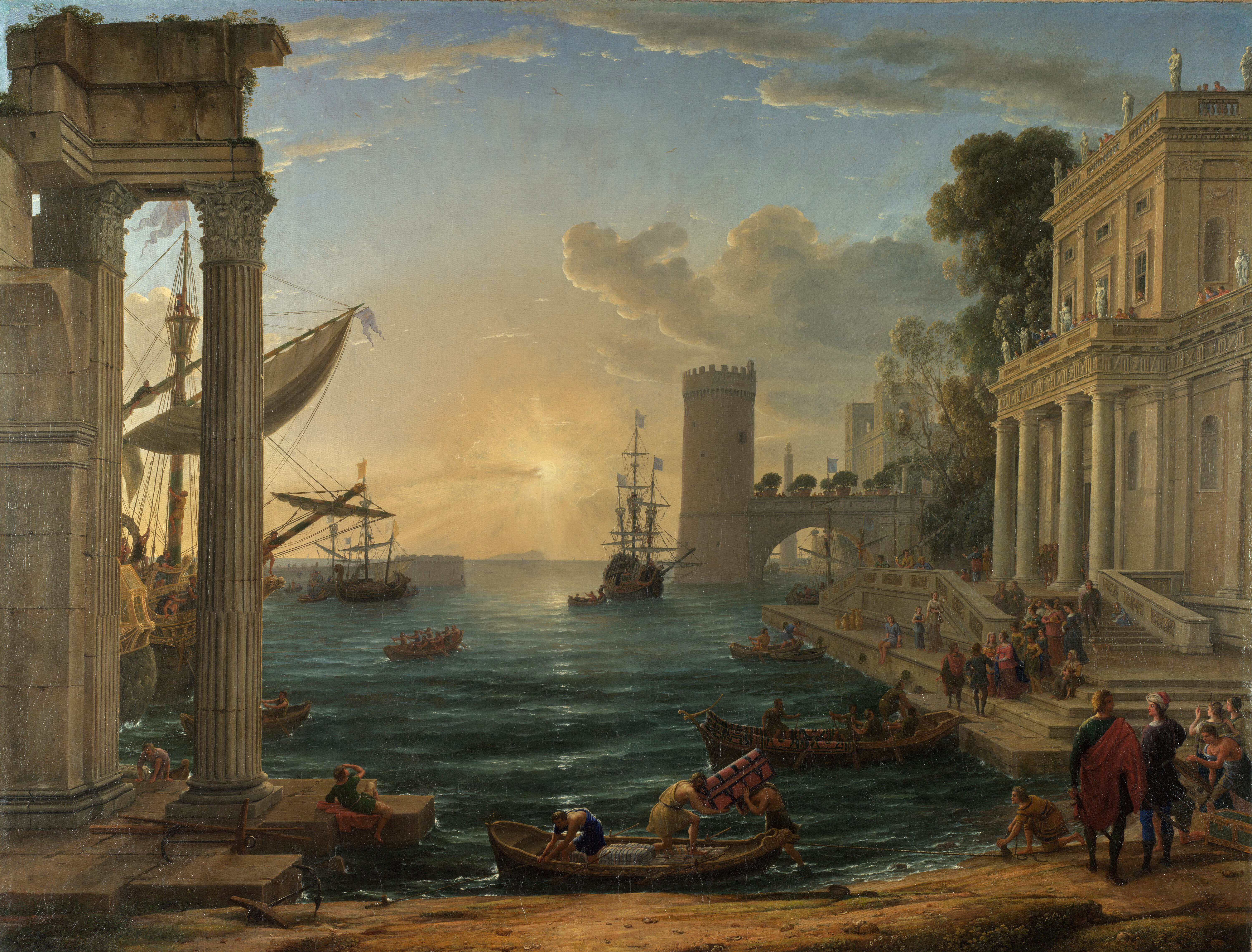
The Embarkation of the Queen of Sheba (1648) de Claude Lorrain
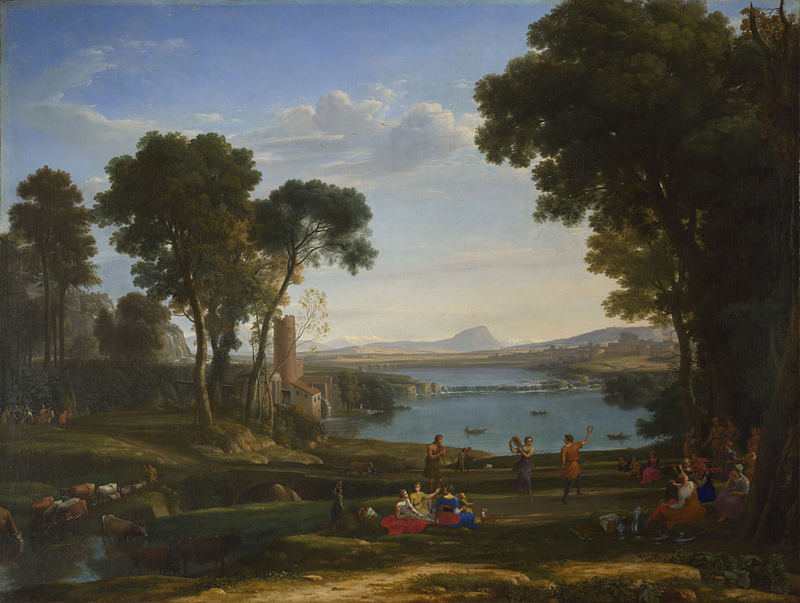
Landscape with the Marriage of Isaac and Rebecca (1648) de Claude Lorrain
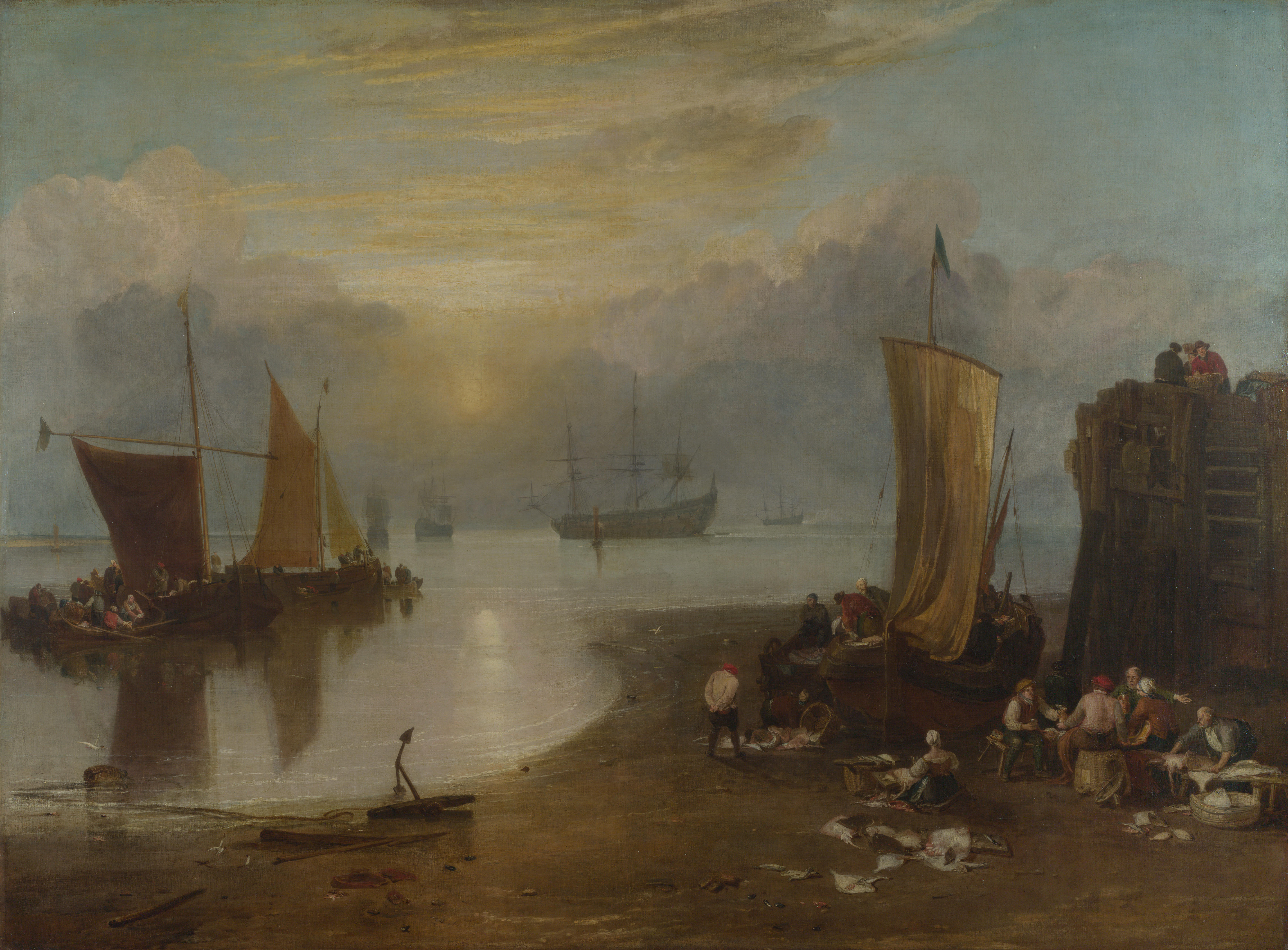
Sun Rising through Vapour, Fishermen Cleaning and Selling Fish (1807) de William Turner

### Leituras adicionais
- Sam Smiles, J.M.W. Turner: The Making of a Modern Artist, p. 42-44, 126-128,
- Gillian Perry, Colin Cunningham, Academies, Museums, and Canons of Art, p. 183-185,
- Gerald E. Finley, Angel in the Sun: Turner's Vision of History, p. 63-67,
- James A. W. Heffernan, Cultivating Picturacy: Visual Art And Verbal Interventions, p. 129-131,